# ミゲル・アンヘル・ナダル

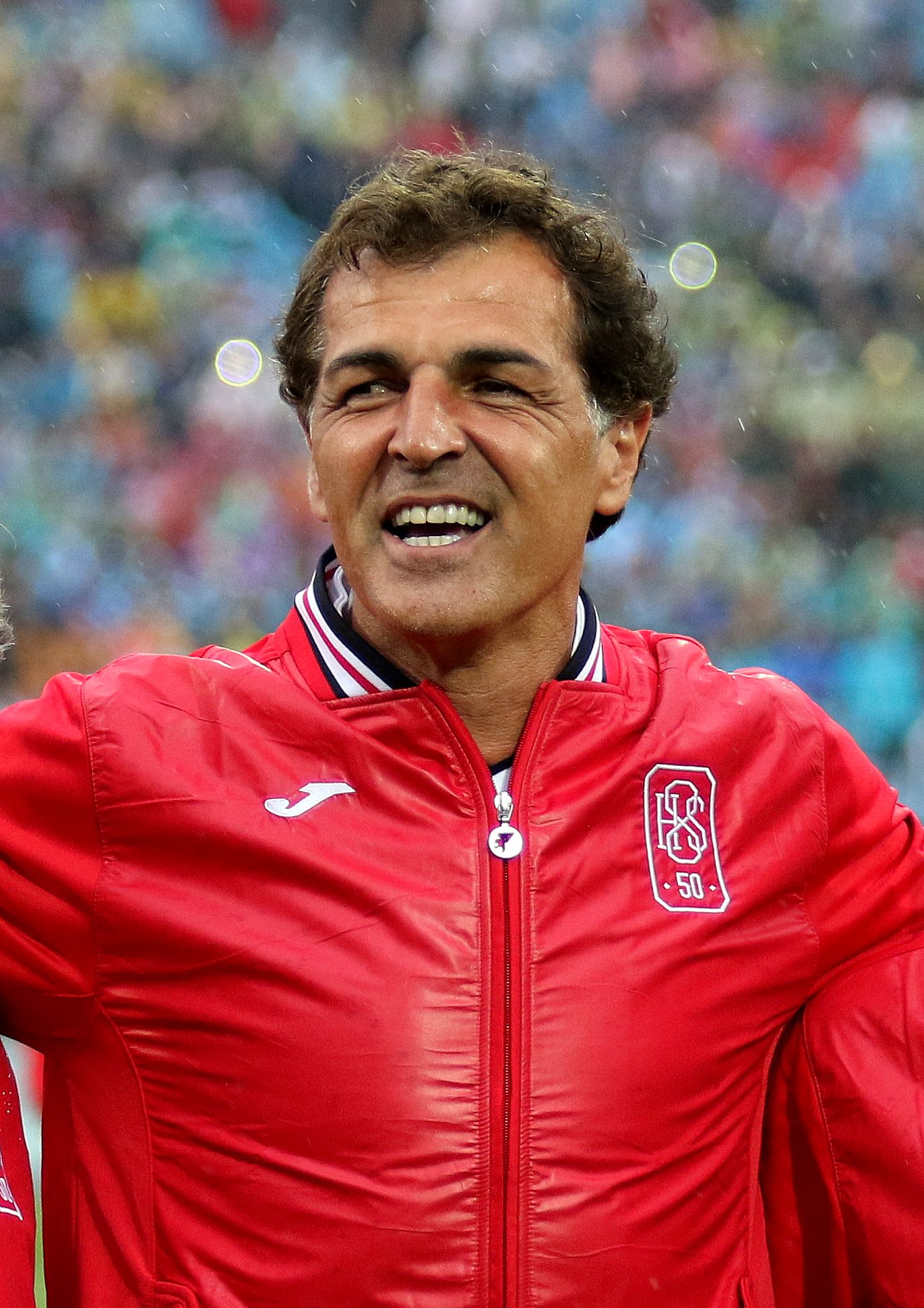
ミゲル・アンヘル・ナダル

ミゲル・アンヘル・ナダル・オマル（Miquel Ángel Nadal Homar, 1966年7月28日 - ）は、スペイン・バレアレス諸島マヨルカ島マナコル出身の元同国代表サッカー選手。現サッカー指導者。現役時代のポジションは、DF, MF。"The Beast"の愛称で呼ばれた。
RCDマヨルカでキャリアを始めマヨルカでキャリアを終了したが、最大の実績はヨハン・クライフ監督率いるFCバルセロナ―いわゆるエル・ドリーム・チームの時だった。プロ19シーズンの間で1部462試合を含む492試合に出場した。
1990年代のスペイン代表を中心選手として支え、FIFAワールドカップに3回・UEFA EURO '96に出場。62キャップを記録した。

## クラブ経歴
バレアレス諸島マヨルカ島マナコルに生まれたナダルは、地元のRCDマヨルカでプレーしている時に1987年4月19日のカンプ・ノウで行われたFCバルセロナ戦でリーグデビューを果たした。その後、チームはセグンダ・ディビシオンに降格したが、ナダルは主力選手として1シーズンで1部昇格に貢献し、以降もレギュラーを務め退団するまでの2シーズンで72試合12得点を記録。その活躍が認められ、1991-92シーズンに名門FCバルセロナに移籍した。
バルサでは、中盤や両ウィングバックと守備の要として公式戦に300試合以上出場し、リーグ優勝5回, コパ・デル・レイ2回, UEFAチャンピオンズリーグ制覇に貢献とクラブの黄金期を支えた。しかし、1998-99シーズンになるとルイ・ファン・ハール監督の構想から外れたことで、出場2試合にとどまり退団することになった。また、1996年と1997年にマンチェスター・ユナイテッドFCへの移籍話が持ち上がったが実現せず、プレミアリーグでプレーすることはなかった。
1999-2000シーズンよりマヨルカへ復帰。既にベテランの域に達していたものの、最初の3シーズンで欠場11試合と中心選手としてチームを牽引し、2002-03シーズンにはコパ・デル・レイ優勝を果たした。2004-05シーズン途中、ほぼ39歳になったナダルは現役引退を表明。公式戦で約700試合に出場した。
引退してから5年が経った2010年7月、3シーズンバルサで同僚だったミカエル・ラウドルップ監督率いるマヨルカにコーチングスタッフとして戻った。2011年9月末にラウドルップとディレクターのロレンソ・セラ・フェレールがクラブを去ると、アウェーで2-2と引き分けたCAオサスナ戦で暫定として1試合チームを指揮した。

## 代表経歴
1991年11月13日、UEFA EURO '92予選のチェコスロバキア戦でスペイン代表デビューして以降62キャップを記録。
1994 FIFAワールドカップでは3試合に出場して、ベスト11候補に名を連ね、1998年の1998 FIFAワールドカップでは2試合出場した。マヨルカでの活躍から、1998年W杯以後遠ざかっていた代表に復帰し、2002 FIFAワールドカップでは36歳ながら全4試合に出場、ベスト8での韓国代表戦を最後に代表を引退した。グループリーグ第3戦南アフリカ代表戦ではすでに決勝トーナメント進出が決まっていたことから主将のフェルナンド・イエロが休養したため、代わりにキャプテンマークを巻いて出場した。
また、UEFA EURO '96ではベスト8のイングランド戦でPK戦を失敗したことにより、チームは敗退した。

## 人物
スペインのプロテニス選手で、グランドスラム優勝回数歴代2位（22回）、史上2人目となるキャリアゴールデンスラム達成、全仏オープン最多優勝・最長連覇記録を保持するラファエル・ナダルを甥に持つ。ミゲル・アンヘルの兄トニ・ナダルはラファエルのコーチを2017年まで務めていた。

## 所属クラブ
- CDマナコル（英語版） 1983-1986
- RCDマヨルカB（英語版） 1986-1987
- RCDマヨルカ 1987-1991
- FCバルセロナ 1991-1999
- RCDマヨルカ 1999-2005

## 代表歴

### 出場大会
- スペイン代表
  - 1994 FIFAワールドカップ
  - 1998 FIFAワールドカップ
  - 2002 FIFAワールドカップ

### 試合数
- 国際Aマッチ 62試合 3得点（1991年-2002年）[7]

| スペイン代表 | 国際Aマッチ | 国際Aマッチ |
| 年           | 出場        | 得点        |
| ------------ | ----------- | ----------- |
| 1991         | 1           | 0           |
| 1992         | 1           | 0           |
| 1993         | 6           | 0           |
| 1994         | 12          | 2           |
| 1995         | 8           | 0           |
| 1996         | 9           | 0           |
| 1997         | 4           | 0           |
| 1998         | 5           | 0           |
| 1999         | 1           | 0           |
| 2000         | 0           | 0           |
| 2001         | 8           | 1           |
| 2002         | 7           | 0           |
| 通算         | 62          | 3           |

## タイトル
FCバルセロナ
- UEFAチャンピオンズリーグ : 1991-92
- UEFAカップウィナーズカップ : 1996-97
- UEFAスーパーカップ : 1992, 1997
- プリメーラ・ディビシオン : 1991-92, 1992-93, 1993-94, 1997-98, 1998-99
- コパ・デル・レイ : 1996-97, 1997-98
- スーペルコパ・デ・エスパーニャ : 1991, 1992, 1994, 1996

RCDマヨルカ
- コパ・デル・レイ : 2002-03